# Martinet du Costa Rica
Chaetura fumosa
Espèce
Statut de conservation UICN

 LC  : Préoccupation mineure
Le Martinet du Costa Rica (Chaetura fumosa) est une espèce d'oiseaux de la famille des Apodidae.

## Répartition
Cette espèce vit en Colombie, au Costa Rica et au Panama.